# Овије
Овије (фр. Auvilliers) насеље је и општина у северној Француској у региону Горња Нормандија, у департману Приморска Сена која припада префектури Дјеп.
По подацима из 2011. године у општини је живело 121 становника, а густина насељености је износила 24,74 становника/km². Општина се простире на површини од 4,89 km². Налази се на средњој надморској висини од 236 метара (максималној 239 m, а минималној 190 m).

## Демографија
| 1962. | 1968. | 1975. | 1982. | 1990. | 1999. | 2011. |
| ----- | ----- | ----- | ----- | ----- | ----- | ----- |
| 113   | 128   | 124   | 118   | 105   | 107   | 121   |

График промене броја становника у току последњих година